# Frati minori riformati
I Frati minori riformati (in latino Ordo Fratrum Minorum Reformatorum; sigla O.F.M. Ref.) erano una delle maggiori famiglie francescane soggette al ministro generale degli osservanti: nel 1897 vennero uniti insieme a osservanti, recolletti e alcantarini nell'Ordine dei frati minori.

## Storia

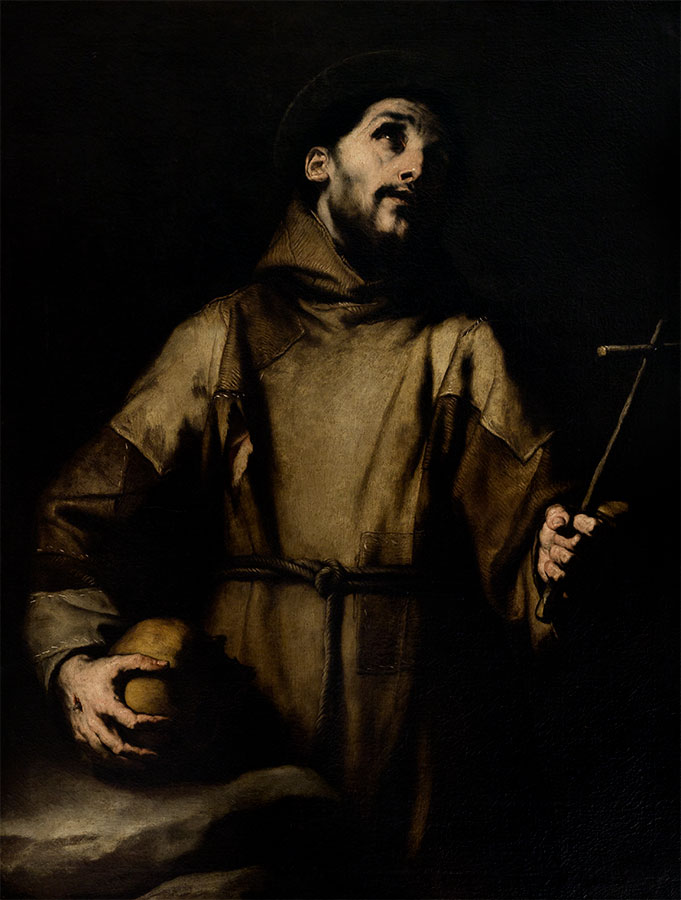
Francesco d'Assisi in un dipinto di Luca Giordano

Anche dopo la separazione degli osservanti dai conventuali la questione della fedeltà alla regola continuò ad animare la vita francescana e l'ordine fu percorso da nuovi impulsi riformatori.
In Italia i frati che aspiravano a vivere una più stretta osservanza presero il nome di Riformati. Gli inizi di questo nuovo ramo dell'ordine sono piuttosto oscure, ma si fa risalire l'istituzione al 6 gennaio 1519, quando Francesco Licheto, ministro generale degli osservanti, affidò la custodia del convento di Fonte Colombo presso Rieti a Bernardino d'Asti e Stefano da Molina, i principali promotori del movimento di riforma.
Con la bolla In suprema militantis Ecclesiae del 16 gennaio 1532 papa Clemente VII concesse ai frati minori che avessero desiderato osservare in maniera più rigorosa la regola, il diritto di ritirarsi in conventi destinati a questo scopo e impose a tutti i ministri provinciali di destinare alcune case in ogni provincia alle comunità riformate.
Papa Gregorio XIII, con la bolla Cum illius vicem del 3 giugno 1579, concesse ai Riformati una maggiore autonomia e li sottopose direttamente alla giurisdizione del ministro generale degli osservanti; le case riformate erano organizzate in custodie e papa Urbano VIII, con il motu proprio Iniuncti nobis del 12 maggio 1639, consentì a tutte le custodie che contavano più di dodici conventi di erigersi in province.
Pur restando circoscritti alla famiglia cismontana dell'osservanza e al suo territorio, i minori Riformati ebbero una straordinaria diffusione: si stima che nel 1762 i frati della regolare osservanza della famiglia cismontana fossero 17.300, quelli della famiglia ultramontana 22.600 e i Riformati 19.000.
Decimati dalle soppressioni e dagli sconvolgimenti politici della fine del XVIII secolo e del XIX secolo, i Riformati vennero uniti insieme ai Recolletti, agli Alcantarini e agli Osservanti nell'Ordine dei Frati Minori (bolla Felicitate quadam di papa Leone XIII del 4 ottobre 1897).